# Росице
Росице (на чешки: Rosice, произношение: ˈrosɪtsɛ; на немски: Rossitz) е град в окръг Бърно-район в Южноморавския край на Чехия. Населението му към 2016 г. е 5973 жители.

## Символи
Син щит, в чиято среда има плаваща отдясно щука в естествена форма и цветове, включително оранжево-червени перки и опашка. В горния край на щита над декоративната бронзова рамка има сребърна корона във формата на крепост с пет видими зъбци.

## История
Първото писмено споменаване на Росице е през 1259 г. В документа се посочват владетелите на замъка, Бохуш и Хартман, които придобиват фамилната добавка от Росиц. През 14 и 15 век, селището принадлежи на Хехтите от Росиц, чиито герб представлява сребърна щука на червено поле. Росице постепенно придобива статут на град с право на самоуправление, а през 1907 г. получава от император Франц Иосиф I статут на град и свой герб. От 1921 до 1996 г. в града работи стъкларски цех.
От 2003 г. Росице е община с разширени правомощия, като под нейната администрация попадат общо 24 общини.

## Демография
| 1869 | 1880 | 1890 | 1900 | 1910 | 1921 | 1930 | 1950 | 1961 | 1970 | 1980 | 1991 | 2001 | 2011 |
| ---- | ---- | ---- | ---- | ---- | ---- | ---- | ---- | ---- | ---- | ---- | ---- | ---- | ---- |
| 3676 | 3058 | 3055 | 3398 | 3817 | 4109 | 4984 | 4634 | 4819 | 4396 | 4978 | 4985 | 5296 | 5740 |

## Забележителности
- Росицки замък
- Параклис „Света Троица“
- Фонтан със статуя на славянската богиня Сива, инсталиран на площада през 1868 г., за да отбележи откриването на градското водоснабдяване. Първоначално е бил разположен в Бърно на улица „Лидицка“.

## Личности
- Карел Франц младши (1864 – 1933) – лекар, специалист в лечението на туберкулоза
- Антонин Колек (1895 – 1983) – писател
- Владимир Малачка (1893 – 1960) – композитор
- Преподобни Олдржих Мед (1914 – 1991) – салезиански свещеник, писател
- Индржишка Сметанова (1923 – 2012) – писател, сценарист
- Антонин Зхорж (1896 – 1965) – писател

## Галерия
- Кметството
- Фонтанът пред кметството и двореца Рахнув
- Квадратен фонтан със статуя на славянската богиня Сива
- Замъкът в Росице
- Дворът на замъка
- Културен център в замъка
- Параклисът „Света Троица“

## Побратимени градове
- Лайнате, Италия
- Стренчи, Латвия